# هيرولا
الهيرولا أو حُذْلُوم تَانَا (الاسم العلمي: Beatragus hunteri) نوع من الظباء وجد في السهول العشبية على الحدود بين كينيا والصومال.